# Фесенко, Владимир Вячеславович
Влади́мир Вячесла́вович Фесе́нко (укр. Володимир В'ячеславович Фесенко; род. 8 ноября 1958) — украинский политолог, глава Центра прикладных политических исследований «Пента».

## Биография
Окончил исторический факультет Харьковского государственного университета с отличием (1981) и аспирантуру Киевского университета имени Шевченко (1986). В 1987 году защитил диссертацию на соискание учёной степени кандидата философских наук по теме «Преодоление существенных различий между городом и деревней как объект научного управления» (специальность 09.00.02 — теория научного коммунизма).
Стажировался в Институте Гарримана Колумбийского университета (1998) и канадском университете Куинс (2000).
До 2001 года преподавал в высших учебных заведениях Харькова, опубликовал ряд научных и научно-методических работ. Был доцентом кафедры истории Украины и политологии Украинской инженерно-педагогической академии (1990—2000), затем доцентом кафедры прикладной социологии социологического факультета Харьковского национального университета (1999—2002).
Был координатором программ «Гражданское общество» в Харьковском региональном отделении Международного фонда «Возрождение» (1994—1999).
В 2001—2003 годах был заместителем директора Бюро политического консалтинга «Пента». В 2003 году стал председателем правления Центра прикладных политических исследований «Пента». Летом 2010 года возглавил Киевский институт проблем управления имени Горшенина, заняв место Константина Бондаренко. С декабря 2010 вновь возглавляет Центр прикладных политических исследований «Пента».
Состоит членом Общественного совета при Министерстве иностранных дел Украины и Российско-украинского консультативного совета.

## Награды
Лауреат премии «Celebrity Awards 2020» в номинации «Политолог года».

## Прогнозы и оценки
- Предсказывал провал проекта строительства Крымского моста: «Пользование старых технологий, плюс старые российские проблемы, связанные с трудовой этикой, авралы, некачественный подход, пьянство. Все это наверняка создаст проблемы и в данном проекте»[3].
- По словам Фесенко, серию убийств украинских оппозиционеров в 2015 году организовала Россия[4].
- "Россию истощают за счет жизней украинцев, за счет разрушения Украины. Конечно, для нас это не совсем выгодно" (сент. 2024)[5].